# United States Space Command
United States Space Command (USSPACECOM) är ett försvarsgrensövergripande militärkommando i USA:s försvarsdepartement med operativt ansvar för militärens verksamhet och förmågor i rymden och att där avskräcka konflikt och försvara USA:s vitala intressen. Liksom för andra operativa militärbefälhavare står även befälhavaren för USSPACECOM direkt under USA:s försvarsminister i kommandokedjan.
United States Space Command återupprättades under 2019 och fanns dessförinnan mellan 1985 och 2002 innan det då fusionerades med United States Strategic Command.

## Bakgrund
United States Space Command skapades första gång i september 1985 som en del av Reagan-administrationens förberedande implementering av Strategic Defense Initiative (SDI) samt för gemensam ledning av militärens förmågor i och kring rymden som fanns i USA:s flygvapen, USA:s flotta samt i USA:s armé. Befälhavaren var från starten även samma person som i en separat roll var befälhavare för det med Kanada bilaterala North American Aerospace Defense Command (NORAD). Högkvarteret var då förlagt till Cheyenne Mountain Complex. Under större delen av perioden fram till 2002 var även befälhavaren alltid en general i flygvapnet som även var chef för Air Force Space Command.
Under det första gulfkriget 1991 var förmågorna i rymden såpass avgörande för segern mot Irak att det har kallats för det första rymdkriget.
Efter 11 september-attackerna 2001 slogs United States Space Command samman med United States Strategic Command i oktober följande år och ett nytt försvarsövergripande militärkommando inrättades i Colorado Springs, United States Northern Command med ansvar för USA:s militära operationer i Nordamerika och som ny parhäst med NORAD.
2019 års National Defense Authorization Act som undertecknades av USA:s president Donald Trump under 2018 påkallade återinrättandet av ett försvarsövergripande rymdkommando. i december 2019 bildades USA:s rymdstyrka, som ingår i flygvapendepartementet, och som bidrar med avgörande förmågor genom Space Operations Command till United States Space Command.

## Verksamhet
USSPACECOM har två underlydande kommandon: Combined Force Space Component Command (CFSCC) och Joint Task Force Space Defense (JTF-SD)
Högkvarteret för United States Space Command är från 2019 beläget på Peterson Space Force Base i Colorado Springs, men kommer att flytta till Redstone Arsenal i Alabama.